# لودوایر
لودوایر (به انگلیسی: Loudwire) یک مجله رسانه آنلاین آمریکایی است که اخبار هنرمندان هارد راک و هوی متال را پوشش می‌دهد. لودوایر متعلق به کسب و کار رسانه و سرگرمی تاونسکور میدیا است. از زمان راه‌اندازی در اوت ۲۰۱۱، لودوایر مصاحبه‌های انحصاری با هنرمندان برجسته‌ای مانند: اسلپ‌نات، آزی آزبورن، متالیکا، جوداس پریست، گانز ان روزز، مگادث، آیرن میدن، کیس، ماتلی کرو، سویسایدال تندنسیز و بسیاری دیگر را انجام داده است. لودوایر همچنین به‌طور انحصاری مطالب جدیدی از جوداس پریست، انترکس، جینز ادیکشن، استون ساور، فیل انسلمو و بسیاری دیگر از آثار برجستهٔ راک و متال را به نمایش گذاشته است.
شب‌های لودوایر و آخر هفتهٔ لودوایر برنامه‌های رادیویی ملی تاونسکور هستند که در ایستگاه‌های راک آن در سراسر کشور پخش می‌شوند.
یکی از مجموعه‌های اینترنتی لودوایر، ویکی‌پدیا: واقعیت یا تخیل؟ است.

## جوایز موسیقی لودوایر
این مجله جوایز موسیقی لودوایر را که یک مراسم سالانهٔ جوایز است، برگزار می‌کند. اولین مراسم و کنسرت به میزبانی کریس جریکو در ۲۴ اکتبر ۲۰۱۷ در The Novo در لس آنجلس برگزار شد. جوایز بر اساس رای خوانندگان وب سایت اهدا می‌شود.